# Odruch podparcia
Odruch podparcia – odruch obserwowany u noworodków, zaliczany do odruchów prymitywnych. Odruch podparcia występuje fizjologicznie od urodzenia a zanika do 4. miesiąca życia, a jego występowanie w późniejszym okresie życia dziecka może wskazywać na wczesne objawy mózgowego porażenia dziecięcego.

## Technika wywołania
Dziecko jest trzymane w pozycji pionowej pod pachami; w trakcie zbliżania kończyn dolnych do podłoża i wywołaniu nacisku podłoża na stopy pojawia się toniczne napięcie mięśni zginaczy i prostowników, co powoduje podparcie tułowia.